# Модестов, Василий Алексеевич
Василий Алексеевич Модестов (?—?) — русский педагог.

## Биография
После окончания в 1838 году Главного педагогического института был направлен старшим учителем латинского языка в Вятскую гимназию. Затем работал  старшим учителем истории в 3-й Санкт-Петербургской гимназии и директором Могилёвской гимназии. Также преподавал всеобщую историю в Воспитательном обществе благородных девиц, как в благородном, так и в мещанском отделении (Александровское училище) (1848—1854).
К. К. Сент-Илер отмечал: 

В. А. Модестов рассказывал очень хорошо, но слишком трудно для большинства учеников, а при плохих ответах он сердился, подсмеивался над гимназистами и часто в шутку им подсказывал неверно. Только в V-м классе многие стали понимать В. А. Модестова, внимательно слушать его прекрасные лекции и увлекаться историей. У этого учителя был очень курьезный прием: он называл во всеобщей истории всех королей и императоров по отчеству. Александр Македонский был у него Александр Филиппович, Карл Великий — Карл Пипинович, королева Елизавета Английская — Елизавета Генриховна и т. д.; он требовал, чтобы и ученики так ему отвечали.
В. А. Модестов быстро стал известным, переведя с французского «Очерки всеобщей истории для детей от десяти до пятнадцати лет» (СПб.: тип. К. Жернакова, 1844. — 342 с.). Кроме этого он был автором «Истории падения иезуитов в XVIII столетии: С прил. ист. документов»  (СПб: тип. Э. Веймара, 1855. — 306 с.); в 1850—1851 гг. в типографии Я. Трея были изданы, составленные Модестовым «Древняя история», «История средних веков» и «Новая история».